# Membranomyces spurius
Membranomyces spurius é uma espécie de fungo pertencente à família Clavulinaceae.